# Siewierouralsk
Siewierouralsk (ros. Североуральск) – miasto w Rosji w bezpośrednim podporządkowaniu obwodu swierdłowskiego.

## Geografia
Położone nad brzegami Wagranu w odległości 512 km od Jekaterynburga. W 2005 roku liczyło 33,5 tys. mieszkańców. Centrum wydobycia i przerobu boksytu. Prawa miejskie od 1944. W pobliżu miasta znajduje się port lotniczy Siewierouralsk.
Znajduje się tu dyrekcja Rezerwatu przyrody „Dienieżkin Kamien´”.

## Historia
Powstało w 1758 roku jako osiedle budowniczych zakładów metalurgicznych – Pietropawłowskij. W 1944 wraz z nadaniem praw miejskich zmieniono nazwę na Siewierouralsk.